# Arroyo González, Mexiko
Arroyo González är en ort i Mexiko.   Den ligger i kommunen Santa María Huatulco och delstaten Oaxaca, i den sydöstra delen av landet, 500 km sydost om huvudstaden Mexico City. Arroyo González ligger 141 meter över havet och antalet invånare är 184.
Terrängen runt Arroyo González är platt åt sydväst, men åt nordost är den kuperad. Terrängen runt Arroyo González sluttar söderut. Runt Arroyo González är det ganska tätbefolkat, med 60 invånare per kvadratkilometer. Närmaste större samhälle är Crucecita, 9,3 km öster om Arroyo González. I omgivningarna runt Arroyo González växer huvudsakligen savannskog.